# Адмірал Лазарев (броненосний фрегат)

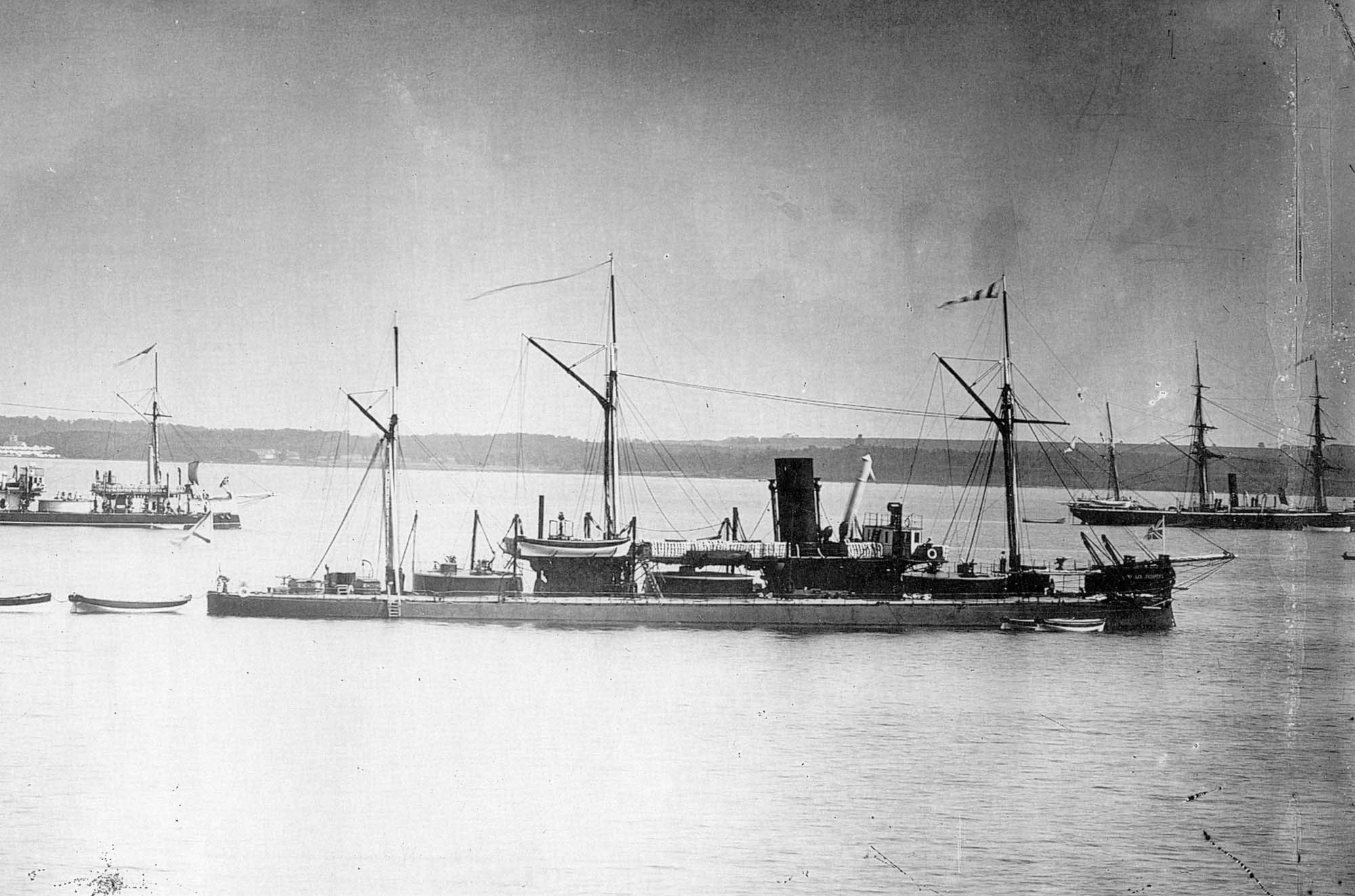
Монітор (броненосний фрегат" «Адмірал Лазарєв» на Неві

«Адмірал Лазарєв» — морехідний монітор, за офіційною класифікацією баштовий (броненосний) фрегат Балтійського флоту Російської імперії однойменного типу. Увійшов у стрій в 1867 році. У 1892 році перекласифіковано як броненосець берегової оборони, служив навчальним кораблем.
«Адмірал Лазарєв» був виключений зі списків кораблів флоту в 1907 році і зданий до Кронштадтському порту. У 1910 році розглядалася можливість перебудови корабля у авіаносець, але проект не був реалізований. У 1912 році корпус був проданий на злам і в тому ж році затонув під час буксирування в Німеччину.
Корабель названий на честь мореплавця, командувача Чорноморським флотом і одного з першовідкривачів Антарктиди адмірала Михайла Лазарєва.

## Проект
Проект броненосних фрегатів був розроблений на основі броненосних човнів типу «Чародейка», але значно більших розмірів ніж їх попередники.

## Будівництво
Підготовчі роботи на заводі Карра і Макферсона (нині Балтійський завод) в Санкт-Петербурзі почалися у квітні 1865 року. 24 травня 1865 року були затверджені остаточні креслення і підписаний договір. Цього ж заводу замовили і головні механізми. У 1866 році Корпусу корабельних інженерів капітан Н. Р. Коршиков був призначений спостерігачем за будівництвом броненосного фрегату «Адмірал Лазарєв». З 1866 року в споруді в Петербурзькому порту також брав участь кондуктор Н. Е. Тітов. Закладання кіля пройшла 29 травня 1867 року, але будівництво було заморожено через зміни в конструкції. Після підписання нових змінених будівельних креслень. Перезакладка пройшла 21 вересня 1867 року. Броня поставлялася з Адміралтейських Іжорських заводів і Камського мідеплавильного і залізоробного заводу. «Адмірал Лазарєв» був спущений на воду в 1871 році. Для остаточної добудови корпус був переведений з Санкт-Петербурга в Кронштадт.
Під час морських випробувань «Адмірал Лазарєв» показав швидкість 10,4 вузла (19,3 км/год) при потужності 2004 індикативних кінських сили (1494 кВт). Офіційно корабель вступив у стрій в 1872 році. Вартість будівицтва корпусу з головними механізмами склала 1 289 300 рублів.

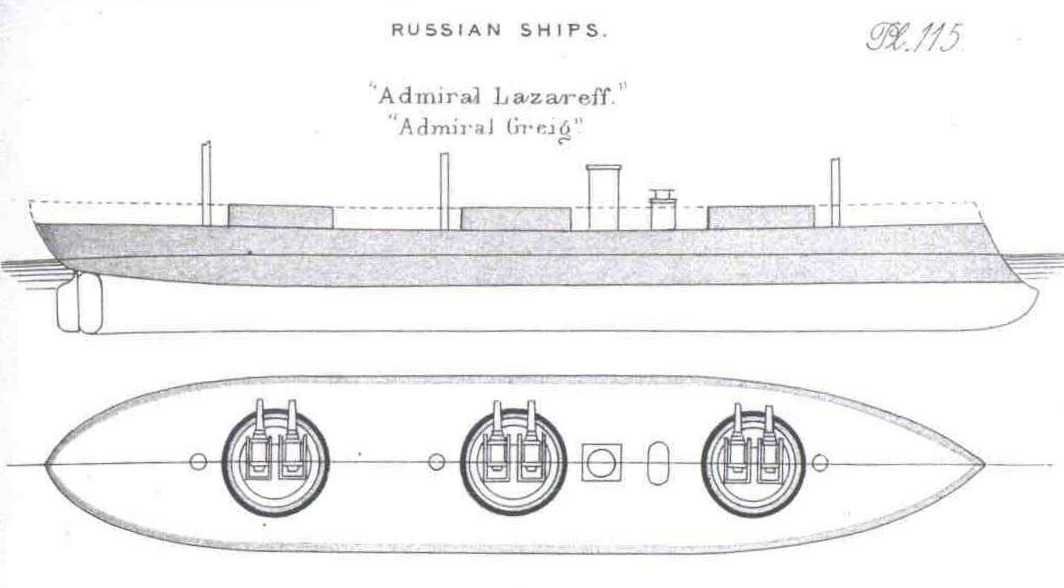
Схема трибаштового броненосного фрегата «Адмірал Лазарєв»

Загальна довжина 79,9 метра (262 футів), ширина 13,1 метра (43 футів), максимальна осадка 6,4 метра (21 футів). Висота надводного борту склала 1,5 метра. Водотоннажність: проектна — 3505 тонн і 3561 тонни — повна, але в процесі будівництва водотоннажність проектна зросла до 3881 тонн і повна до 3943 тонн. Набір корпусу проводився по клітковій системі з подвійним дном. Внутрішній простір було розділено водонепроникними перегородками. Система трюмних перебірок була розроблена лейтенантом С. О. Макаровим. Трюмні помпи були з'єднані в єдину систему і підключені до головної каналізації. Це удосконалення виявилося успішним і стало стандартним для пізніх російських броненосців. У носовій частині розміщувалася надбудова з бушпритом. Вздовж всього корпусу за міделем поздовжнього перерізу йшов перехідний місток, з якого було зручно працювати з вітрилами і шлюпками навіть у свіжу погоду. Команда за штатним розкладом 1877 року складалася з 18 офіцерів 242 чоловік нижніх чинів, зокрема унтер-офіцерів.

### Бронювання
Корпус був повністю покритий листами кованої броні. Броньові листи укладалися на дерев'яну підкладку з тикової деревини. По конструкції підкладка пом'якшувала удари снарядів про броні і захищала корпус від розхитування. Горизонтальні 229-мм тикові бруси прилягали безпосередньо до металевої обшивки борту. На них кріпилися 25,4 мм залізні листи допоміжної броні. Потім кріпилися вертикальні 203-мм тикові бруси. І четвертим шаром кріпилися зовнішні броньові плити, що мали товщину 114-мм на міделі, 76-мм на кормі і 89-мм на передній частині корпусу. Бруси скріплювалися залізними косинцями, які запобігали розрив зовнішніх броньових плит, а тикові бруси амортизували удар, запобігаючи розриву заклепок, що з'єднують листи обшивки і набору корпусу. В якості засобу запобігання гнилі брусів використовувався спочатку сурик, а потім використовували спеціальний засіб, назване «клей Хейса», який вважався абсолютно надійним. Гарматні башти були броньовані 152-мм листами броні. Палубна броня товщиною 25,4 мм була покладена на підкладку з сукна і повсті. Бойова рубка була броньована 127-мм листами.

### Головні механізми
Кораблі проекту мали одну двоциліндрову горизонтальну парову машину прямої дії системи Хомфрейса з пристосуванням для відсічення пари. Пара вироблялася в чотирьох прямокутних жаротрубних котлах (робочий тиск 1,7 атм). Головна енергетична установка видавала 2020 індикативних кінських сил (1510 кВт). Рушієм був один непідйомний трилопатевий гребний гвинт. Дальність плавання по запасах вугілля становила до 1500 морських миль при швидкості 9 вузлів. В якості додаткового рушія використовувалися вітрила, також вони використовувалися в якості допоміжного пристрою при маневруванні. Курс задавався за допомогою балансирного стерна. На кораблі були встановлені генератори для вироблення електроенергії для освітлення

### Озброєння
Спочатку на фрегат були встановлені три башти системи Кольза з двома 11-дюймовими (229-мм) 20-калибровими гладкоствольними гарматами Обухівського заводу в кожній башті.
У 1873 році віце-адмірал А. А. Попов запропонував демонтувати бойові рубки, а пару 229-мм гармат в носовій і середньої баштах замінити по одній нарізній 280-мм гармати конструкції Круппа (11-дюймів / 17-калібрів) виробництва Обухівського заводу, так само він запропонував замінити кормову башту на 305-мм гармату в барбетній установці. У 1874—1875 роках дану пропозицію було реалізовано, за винятком кормової башти — через брак 305-мм гармат в неї встановили одну 280-мм гармату, подібно до інших башт.
Під час Російсько-турецької війни 1877—1878 років на дахах носової та кормової турелей була встановлена пара легких 4-фунтових (86-мм) гармат і пара 4-ствольних 1,7 дюйма (44 мм) скорострілок системи Енгстрема для дій проти міноносців та торпед, також був встановлений 9-дюймовий міномет, але так як його точність була низькою, то на початку 1880-х років він був демонтований. У середині 1880-х років була встановлена одна скорострільна гармата револьверного типу.
На початку 1890-х років на «Адмірала Лазарєва» озброєння складалося з двох 2,5 дюймових (64-мм) гармат системи Баранова, п'яти 1,9 дюйма (47-мм) гармат системи Гочкіса, два 1,5 дюйма (37 мм) п'ятиствольных гармат револьверного типу системи Гочкісса. Також корабель ніс до 15 якірних мін.

## Служба

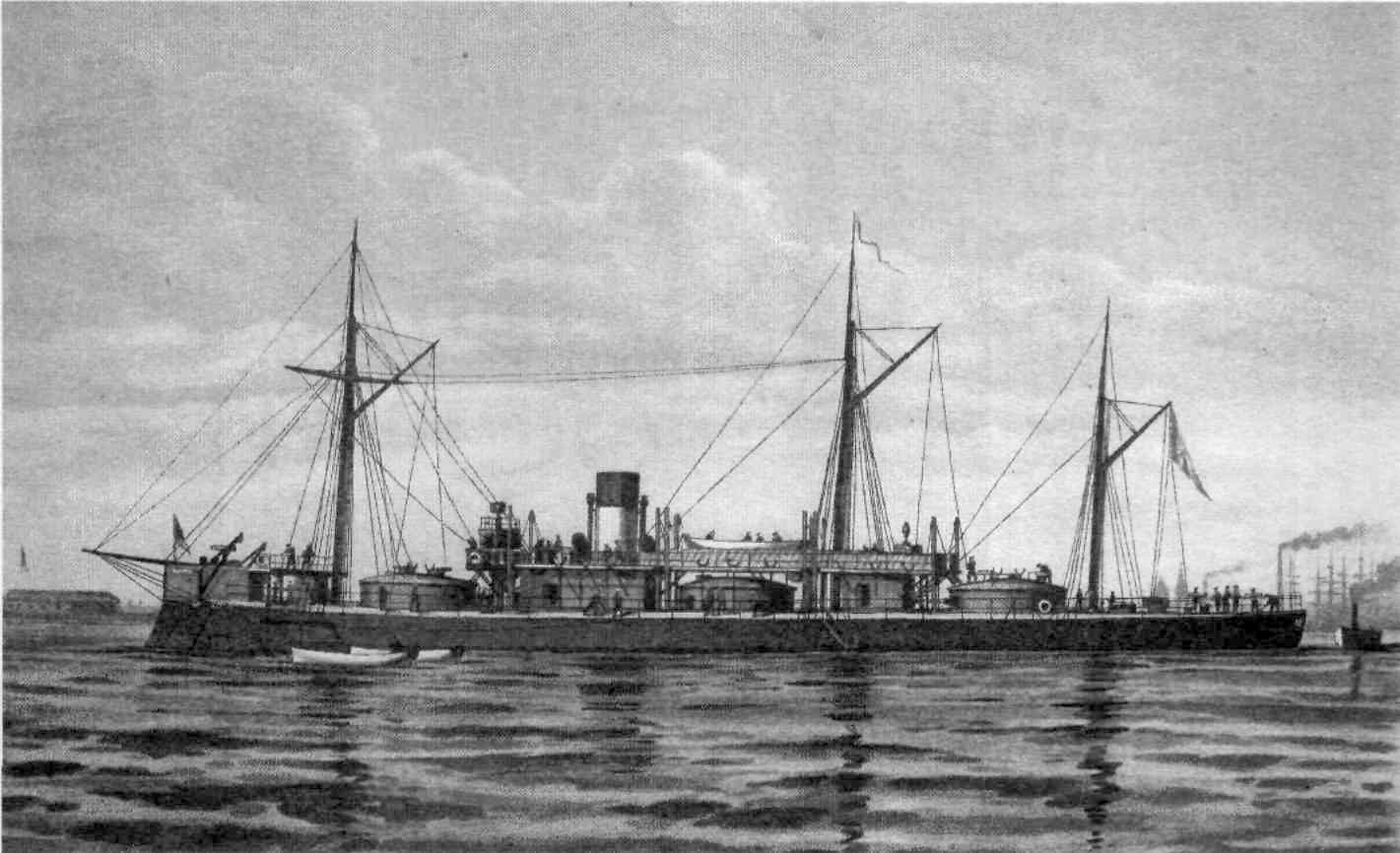
Монітор «Адмірал Лазарев» у Кронштадті

22 жовтня 1871 року під час маневрування в гавані Кронштадта «Адмірал Лазарєв» протаранив монітор «Адмірал Спиридов». Нижче ватерлінії була пробита діра площею близько 0,65 м2. Вода стала надходити через погано запечатані водонепроникні перегородки. До місця аварії наспіли кораблі, які знаходилися поруч, з яких подали рукави і відкачали воду. Цей інцидент спричинив розслідування комісії. Розслідування виявило, що в процесі будівництва була порушена технологія клепки і герметизації водонепроникних перебірок. Також комісія рекомендувала перевірити герметичність перегородок на споруджуваних кораблях шляхом затоплення внутрішніх відсіків під час будівництва. Але ця рекомендація не виконувалася до 1897 року, поки 12 червня на Транзундскому рейді від удару об підводну скелю затонув ескадрений броненосець «Гангут».
У 1871—1872 роках в ході експлуатації виявився надмірний до 1,7 метра диферент на корму, внаслідок чого знадобився перерозподіл вантажів, що дозволило знизити диферент і поліпшити морехідні якості.

### Великі маневри Балтійського флоту
У серпні 1882 року «Смарагд» брав участь у великих морських маневрах Балтійського флоту, що почалися 23 числа. За сценарієм маневрів кораблі були розділені на три ескадри — атакуючу (перша), ту що захищається (друга) і ескадру підкріплення (третя).

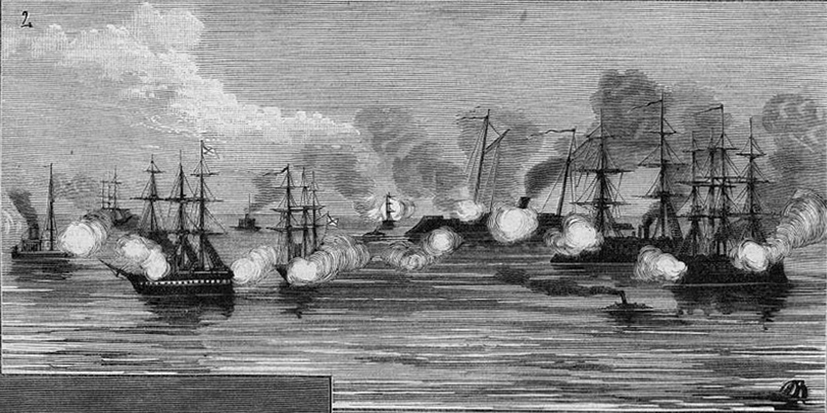
Навчальний бій 24-го серпня

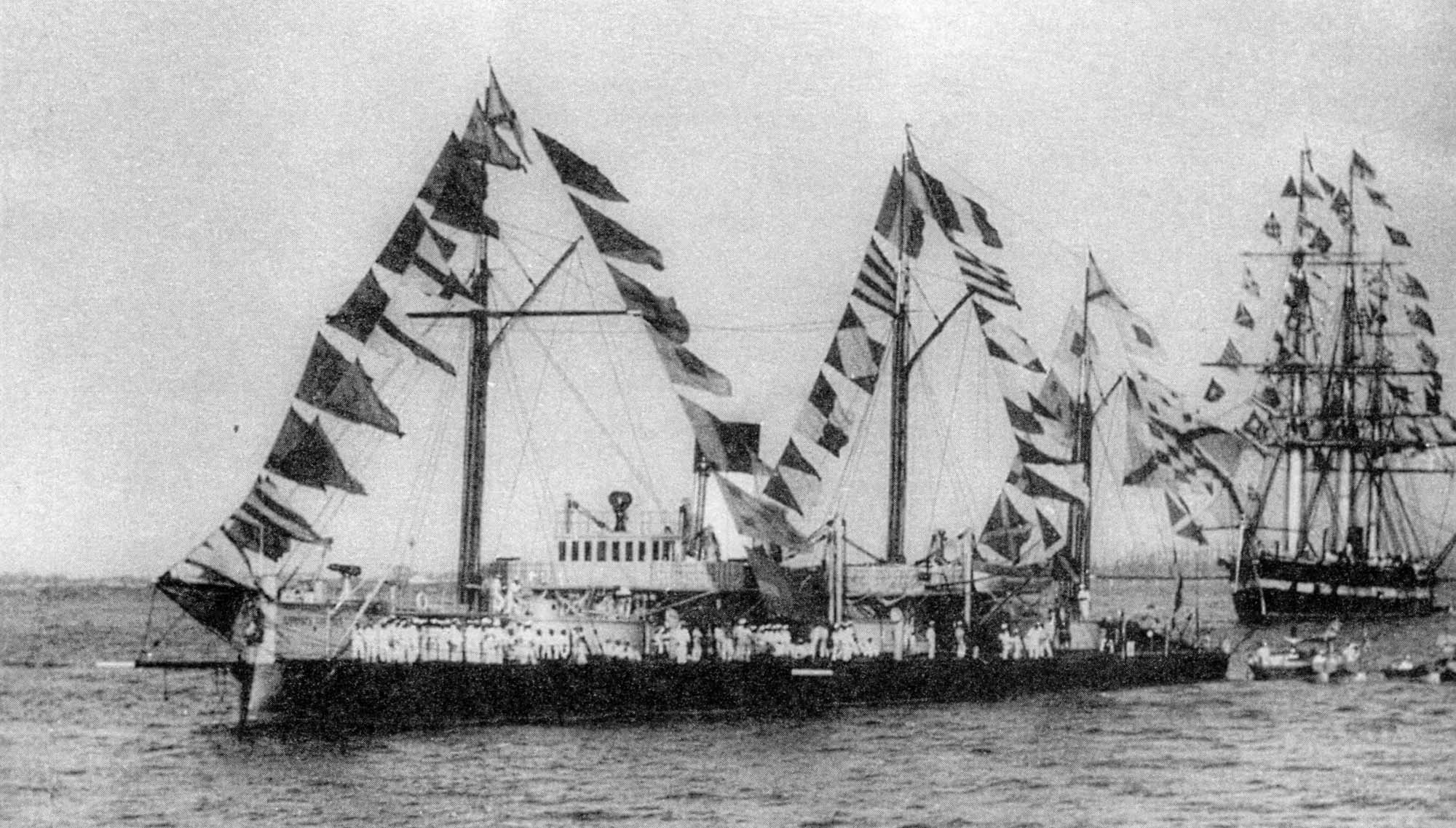
Броненосний фрегат «Адмірал Лазарєв» і фрегат «Світлана» у парадному строю на Кронштадтському рейді

Друга ескадра розділившись на дві частини провела мінування підходів до Виборгу і зайняла атакуючі позиції на південному і північному напрямках, також частина кораблів була залишена в резерві. У цей час «Варяг» і «Аскольд» провели артилерійську підготовку і висадку десанту на острів Тейкар-Сарі і організували базу постачання для атакуючої ескадри між островами Менц і Уран-Сарі. Оборону цих островів забезпечували «Боярин» та «Гіляк», зайняли північний і південний проходи до цих островів. Інші кораблі ескадри проводили умовне бомбардування Виборга, а міноносці і міноноски відбивали атаки «другої» ескадри, при цьому, вітрильні яхти виконували роль транспортів і кораблів зв'язку. Всі дії кораблів проходили під особистим наглядом Олександра III, який за необхідності сходив на берег або переходив на різні кораблі. Маневри, артилерійські стрільби, а також постановка і підрив мін тривали і вночі. Вранці 24 серпня в допомогу оборонцям підійшла «третя» ескадра. Саме в цей день були проведені основні сцени бою. На кінець 5-ї години оборонці почали здобувати перемогу, і Олександр III повернувся на імператорську яхту «Держава», а кораблі ескадр почали будувати стрій на Транзундскому рейді. 25 серпня відбувся Найвищий огляд флоту.

### Подальша служба

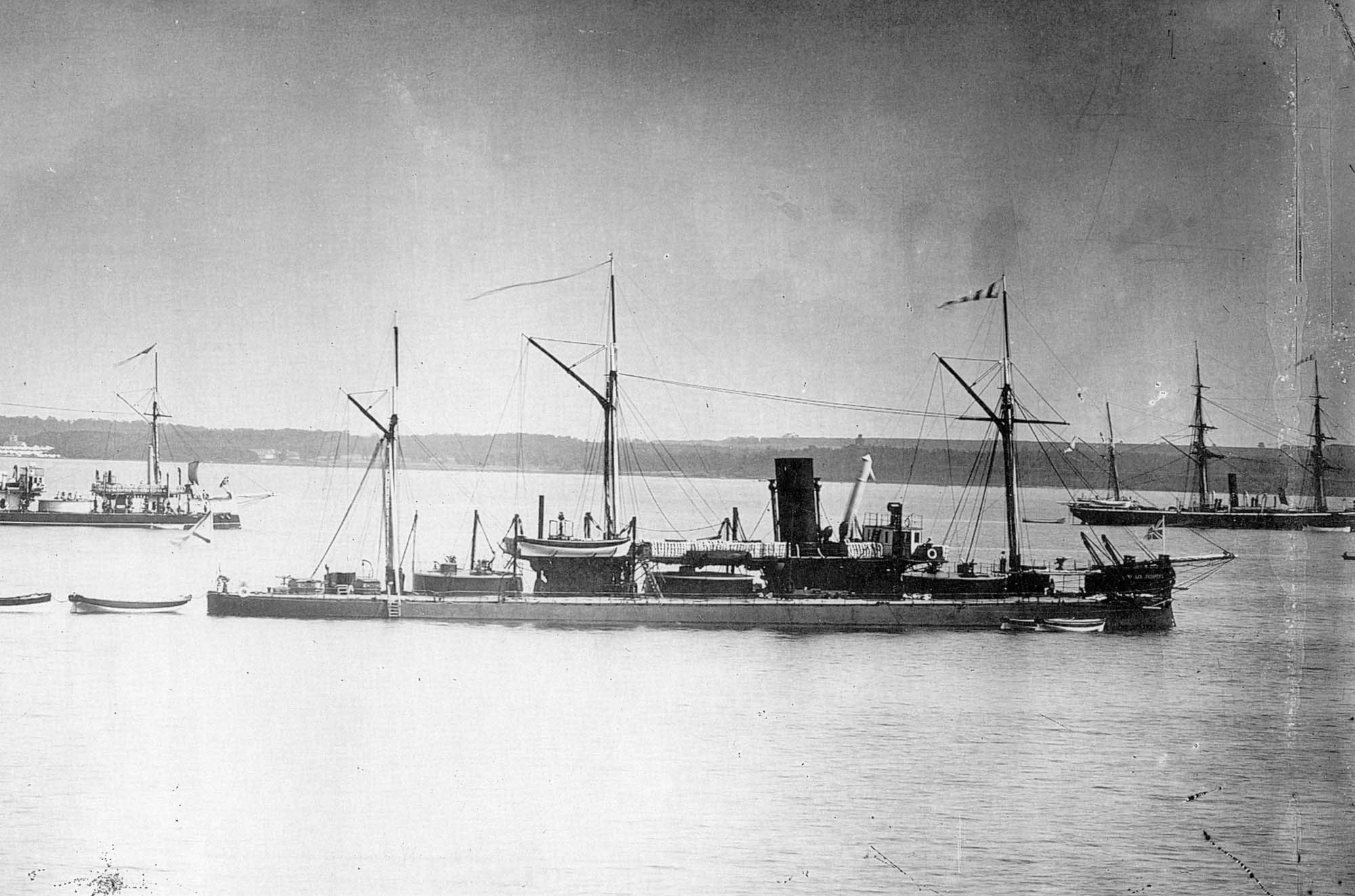
«Адмірал Лазарев» на Неві під час Імператорського огляду.

У 1881—1882 роках були замінені коробчаті жаротрубні котли на циліндричні.
Наказом по Морському відомству від 13 лютого 1892 року «Адмірал Лазарєв» було перекласіфіковано як броненосець берегової оборони і пізніше переведено в навчальний загін.
У 1904—1905 роках, під час Російсько--японської війни, «Адмірал Лазарев» був переведений у Лібаву для посилення берегової оборони.
«Адмірал Лазарєв» виведений зі складу флоту 14 серпня 1907 року і зданий до Кронштадтському порту.
У липні 1910 року був розглянутий варіант перебудови корпусу в авіаносець з польотною палубою розміром 77×15 метрів на стійках над верхньою палубою, але після ретельного розгляду, проект був відхилений.